# Швитцер, Джордж

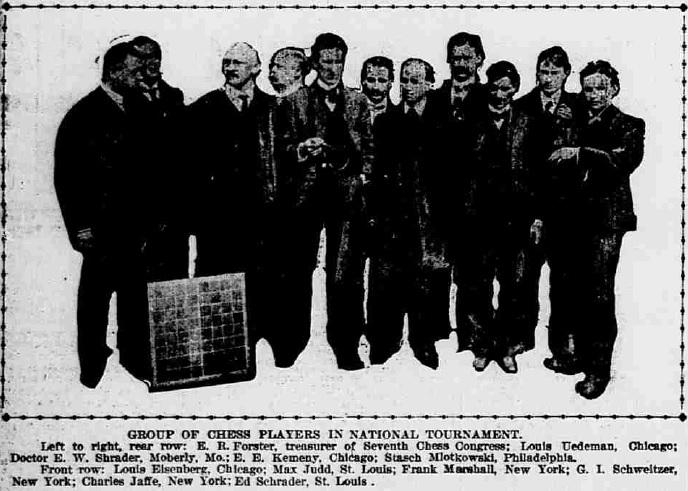
7-й американский шахматный конгресс. Слева направо: Л. Айзенберг, Э. Форстер (казначей конгресса), М. Джадд, Л. Удеман, Ф. Маршалл, Ю. Шрадер, Дж. Швитцер, Э. Кемени, Ч. Яффе, С. Млотковский, Э. Шрадер

Джордж Дж. Швитцер (англ. George J. Schwietzer, 1 мая 1874 — 10 сентября 1938) — американский шахматист немецкого происхождения. Наиболее известен по участию в 7-м американском шахматном конгрессе, который состоялся в октябре 1904 г. в Сент-Луисе и был приурочен к Всемирной выставке. В начале XX в. привлекался в сборную США. В составе сборной принимал участие в нескольких традиционных матчах по телеграфу со сборной Англии (общий результат — 2 очка из 4 возможных: +1-1=2).

## Спортивные результаты
| Год  | Город     | Соревнование                                                   | + | − | = | Результат | Место |
| ---- | --------- | -------------------------------------------------------------- | - | - | - | --------- | ----- |
| 1904 | Сент-Луис | 7-й американский шахматный конгресс                            | 3 | 6 | 0 | 3 из 9    | 8     |
| 1908 |           | Матч по телеграфу Англия — США (7-я доска, против Ф. Ингленда) | 1 | 0 | 0 | 1 из 1    |       |
| 1909 | Нью-Йорк  | Матч Бруклинский ШК — ШК им. Райса (против А. Креймборга)      | 0 | 0 | 1 | ½ из 1    |       |
|      |           | Матч по телеграфу Англия — США (7-я доска, против В. Валтуха)  | 0 | 1 | 0 | 0 из 1    |       |
| 1910 |           | Матч по телеграфу Англия — США (7-я доска, против У. Уорда)    | 0 | 0 | 1 | ½ из 1    |       |
| 1911 |           | Матч по телеграфу Англия — США (9-я доска, против Р. Мичелла)  | 0 | 0 | 1 | ½ из 1    |       |